# Saison 2007 de l'équipe cycliste Barloworld
L'équipe cycliste Barloworld faisait partie en 2007 des équipes continentales professionnelles. 
Elle participa à l'UCI Africa Tour, et pris la deuxième place de celui de l'UCI Europe Tour. Invitée sur le Tour de France, elle y a acquis deux victoires d'étapes par Robert Hunter et Mauricio Soler, ce dernier remportant le maillot à pois de meilleur grimpeur.
Cette saison fut également marquée par le décès du coureur sud-africain Ryan Cox.

## Effectif
| Cycliste                     | Date de naissance | Nationalité    | Équipe 2006       |
| ---------------------------- | ----------------- | -------------- | ----------------- |
| Pedro Arreitunandia Quintero | 24.07.1974        | Espagne        |                   |
| John-Lee Augustyn            | 29.03.1986        | Afrique du Sud | Konica-Minolta    |
| Giosuè Bonomi                | 21.10.1978        | Italie         |                   |
| Diego Caccia                 | 31.07.1981        | Italie         |                   |
| Félix Cárdenas               | 24.11.1972        | Colombie       |                   |
| Giampaolo Cheula             | 23.05.1979        | Italie         |                   |
| Ryan Cox                     | 09.04.1979        | Afrique du Sud |                   |
| Enrico Degano                | 11.03.1976        | Italie         |                   |
| Alexander Efimkin            | 02.12.1981        | Russie         |                   |
| Fabrizio Guidi               | 13.04.1972        | Italie         | Phonak            |
| Robert Hunter                | 22.04.1977        | Afrique du Sud | Phonak            |
| Paolo Longo Borghini         | 10.12.1980        | Italie         | Ceramica Flaminia |
| James Lewis Perry            | 19.11.1979        | Afrique du Sud |                   |
| Hugo Sabido                  | 14.12.1979        | Portugal       |                   |
| Kanstantsin Siutsou          | 09.08.1982        | Biélorussie    | Acqua & Sapone    |
| Mauricio Soler               | 14.01.1983        | Colombie       | Acqua & Sapone    |
| Geraint Thomas               | 25.05.1986        | Royaume-Uni    | Néo-pro           |

## Victoires
Victoires sur le ProTour
| Date       | Course                      | Pays   | Classe | Vainqueur      |
| ---------- | --------------------------- | ------ | ------ | -------------- |
| 17/07/2007 | 9e étape du Tour de France  | France | PT     | Mauricio Soler |
| 19/07/2007 | 11e étape du Tour de France | France | PT     | Robert Hunter  |

Victoires sur les Circuits Continentaux
| Date       | Course                                                         | Pays           | Classe | Vainqueur         |
| ---------- | -------------------------------------------------------------- | -------------- | ------ | ----------------- |
| 17/03/2007 | 1re étape du Tour du Cap                                       | Afrique du Sud |        | Félix Cárdenas    |
| 09/03/2007 | 3e étape du Tour du Cap                                        | Afrique du Sud |        | Alexander Efimkin |
| 11/03/2007 | 5e étape du Tour du Cap                                        | Afrique du Sud |        | Robert Hunter     |
| 11/03/2007 | Classement général du Tour du Cap                              | Afrique du Sud |        | Alexander Efimkin |
| 16/03/2007 | 2e étape du Tour du district de Santarém                       | Portugal       |        | Robert Hunter     |
| 08/04/2007 | 3e étape de la Semaine cycliste lombarde                       | Italie         |        | Alexander Efimkin |
| 09/04/2007 | Classement général de la Semaine cycliste lombarde             | Italie         |        | Alexander Efimkin |
| 13/05/2007 | 2e étape de la Clásica de Alcobendas                           | Espagne        |        | Robert Hunter     |
| 18/05/2007 | 1re étape du Tour de Picardie                                  | France         |        | Robert Hunter     |
| 20/05/2007 | Classement général du Tour de Picardie                         | France         |        | Robert Hunter     |
| 14/06/2007 | 1re étape du Grand Prix International CTT Correios de Portugal | Portugal       |        | Enrico Degano     |
| 15/08/2007 | 2e étape du Tour de Burgos                                     | Espagne        |        | Mauricio Soler    |
| 18/08/2007 | Classement général du Tour de Burgos                           | Espagne        |        | Mauricio Soler    |

## Classement sur les circuits continentaux

### UCI Europe Tour

#### Individuel
Classement à l'UCI Europe Tour des coureurs de l'équipe Barloworld.
| Rang | Coureur             | Points |
| ---- | ------------------- | ------ |
| 10   | Robert Hunter       | 361    |
| 35   | Mauricio Soler      | 226    |
| 41   | Kanstantsin Siutsou | 212    |
| 53   | Alexander Efimkin   | 199    |
| 95   | Félix Cárdenas      | 142    |

#### Équipe
L'équipe Barloworld a terminé à la 2e place avec 1438 points.

### UCI Africa Tour

#### Individuel
Classement à l'UCI Africa Tour des coureurs de l'équipe Barloworld.
| Rang | Coureur           | Points |
| ---- | ----------------- | ------ |
| 28   | Alexander Efimkin | 58     |
| 36   | Félix Cárdenas    | 47     |

#### Équipe
L'équipe Barloworld a terminé à la première place avec 190 points.